# Eupithecia obscura
Eupithecia obscura är en fjärilsart som beskrevs av Karl Dietze 1913. Eupithecia obscura ingår i släktet Eupithecia och familjen mätare. Inga underarter finns listade i Catalogue of Life.